# ラジャブアリ・シェイドゥラエフ
ラジャブアリ・シェイドゥラエフ（Razhabali Shaidulloev、Ражабали Шайдуллаев、2000年10月11日 - ）は、キルギスの総合格闘家。タジキスタン共和国ジェルゲ＝タル出身。Lhlas Team所属。現RIZINフェザー級王者。元GAMMAフェザー級王者。

## 来歴
タジキスタンとキルギスの国境付近のジェルゲタル村で生まれ、高校（タジキスタンの普通高等学校は2年制）まではタジキスタンで生活をする。
MMAPLANETのインタビューによれば、高校時代は柔道とサッカーをやっていた。それ以前には自宅で腕立て伏せや石を持ち上げるなど、自己流のトレーニングをしていた。ストリートでそれらを試しながら、高校卒業後にキルギスの首都ビシュケクに移り、レスリングを始める。3年間レスリングを習った後、Lhlas MMAに移籍した。レスリングは柔術やグラップリングを始める前にやっていたと答えている。2024年12月20日に公開されたRIZIN Preparationでは3年ぐらいグラップリングをやってから格闘技を始め7～8年ぐらいになり、合わせて11～12年ぐらいになると答えている。
2019年にキルギスの大会「Batyr Bashy」で総合格闘家としてプロデビュー。その後、ロシアのACAなどで活躍する。
2022年にアマチュアルールの大会「GAMMA」にて4日間で3試合を行い、3戦全勝してGAMMAフェザー級王座を獲得。

### RIZIN
2024年4月、10戦10勝無敗（10フィニッシュ）のパーフェクトレコードでRIZINと契約。
2024年5月9日、RIZIN CEO 榊󠄀原信行の公式X（旧Twitter）にて、RIZIN.47に出場することが発表された。RIZIN初戦はラジャブアリ・"イーグル"・シェイドゥラエフの名前で出場。
2024年6月9日、RIZIN初出場となるRIZIN.47で元DEEPライト級王者の武田光司と対戦し、リアネイキッドチョークで一本勝ち。
2024年9月29日、RIZIN.48でRIZINおよびBellatorの元バンタム級王者であるフアン・アーチュレッタと対戦し、腕ひしぎ十字固めで1R一本勝ち。対戦相手のアーチュレッタが前日計量で2.9kgオーバーしたことで試合中止の危機となったが、「相手が何kgでも全然問題ないので試合がしたい」と話したことで、アーチュレッタにレッドカードが提示された状態かつシェイドゥラエフが勝利した場合のみ公式記録となる条件で試合が行われた。
2024年12月31日、RIZIN10度目の大晦日記念大会のRIZIN.49で元K-1ウェルター級王者の久保優太と対戦。全局面で終始圧倒し、最後はグラウンドの展開からパウンドアウトで2RTKO勝ち。
2025年5月4日、RIZIN10周年記念大会のRIZIN男祭りで行われたRIZINフェザー級タイトルマッチで、挑戦者として王者のクレベル・コイケと対戦。序盤から打撃で圧をかけていき、クレベルをロープ際に追い詰め、ワンツーでの右ストレートから追撃の右ストレートで1R失神KO勝利し、第7代RIZINフェザー級王者に認定された。

## 人物
- RIZIN公式Youtube - ラジャブアリ・シェイドゥラエフの密着動画『Preparation』（2024）[映像 1]

## 戦績

### プロ総合格闘技
| 総合格闘技 戦績 | 総合格闘技 戦績 | 総合格闘技 戦績 | 総合格闘技 戦績 | 総合格闘技 戦績 | 総合格闘技 戦績 | 総合格闘技 戦績 |
| --------------- | --------------- | --------------- | --------------- | --------------- | --------------- | --------------- |
| 14 試合         | (T)KO           | 一本            | 判定            | その他          | 引き分け        | 無効試合        |
| 14 勝           | 5               | 9               | 0               | 0               | 0               | 0               |
| 0 敗            | 0               | 0               | 0               | 0               | 0               | 0               |

| 勝敗 | 対戦相手                   | 試合結果                        | 大会名                                                | 開催年月日     |
|      | ビクター・コレスニック     | 試合前                          | RIZIN.51 【RIZINフェザー級タイトルマッチ】            | 2025年9月28日  |
| ○    | クレベル・コイケ           | 1R 1:02 KO（右フック→パウンド） | RIZIN男祭り 【RIZINフェザー級タイトルマッチ】         | 2025年5月4日   |
| ○    | 久保優太                   | 2R 2:30 TKO（グラウンドパンチ） | RIZIN.49                                              | 2024年12月31日 |
| ○    | フアン・アーチュレッタ     | 1R 3:10 腕ひしぎ十字固め        | RIZIN.48                                              | 2024年9月29日  |
| ○    | 武田光司                   | 1R 4:38 リアネイキッドチョーク  | RIZIN.47                                              | 2024年6月9日   |
| ○    | マゴメド・アル・アブドラ   | 2R 3:40 リアネイキッドチョーク  | UAE Warriors 45                                       | 2023年10月17日 |
| ○    | ヤン・ジヨン               | 1R 4:00 リアネイキッドチョーク  | ROAD FC 064 【ROAD FC 63kgトーナメント 1回戦】        | 2023年6月24日  |
| ○    | イスラム・ババトフ         | 2R 2:51 三角絞め                | ACA YE 30 - ACA Young Eagles 30                       | 2022年10月16日 |
| ○    | アスヴァド・アフマトフ     | 2R 3:40 アナコンダチョーク      | ACA YE 27 - ACA Young Eagles 27                       | 2022年6月25日  |
| ○    | アンゾル・エルガラエフ     | 2R 3:23 TKO（グラウンドパンチ） | ACA YE 26 - ACA Young Eagles 26                       | 2022年3月31日  |
| ○    | アブドラ・サイドフ         | 1R 3:56 TKO（グラウンドパンチ） | BBMMA - Batyr Bashy: Imankul vs. Musaev               | 2021年10月24日 |
| ○    | スンナティロ・ナスルロエフ | 1R 3:08 リアネイキッドチョーク  | Batyr Bashy - Batyr Bashy 8                           | 2020年2月28日  |
| ○    | アレスタノフ・テムラン     | 1R 1:34 ヒールフック            | Batyr Bashy - 2019 Tournament                         | 2019年11月6日  |
| ○    | マナス・クルスタンベコフ   | 2R 3:24 三角絞め                | Batyr Bashy 5 Selection - Kyrgyzstan Pearl Tournament | 2019年8月24日  |
| ○    | ジョロエフ・ティムール     | 1R 4:46 KO（パンチ）            | PFL KG - Professional Fighters League Kyrgyzstan      | 2019年3月23日  |

### アマチュア総合格闘技
| 勝敗 | 対戦相手             | 試合結果             | 大会名                                                                                 | 開催年月日     |
| ○    | イブラヒム・カスエフ | 1R 2:26 三角絞め     | GAMMA: Asian-Pacific Championships 2022 【GAMMAフェザー級王者決定トーナメント 決勝】   | 2022年11月12日 |
| ○    | アリジ・ベシ         | 1R 0:51 キムラロック | GAMMA: Asian-Pacific Championships 2022 【GAMMAフェザー級王者決定トーナメント 準決勝】 | 2022年11月11日 |
| ○    | コシェン・アカノフ   | 3分3R終了 判定3-0    | GAMMA: Asian-Pacific Championships 2022 【GAMMAフェザー級王者決定トーナメント 1回戦】  | 2022年11月10日 |

## 獲得タイトル

### アマチュア総合格闘技
- GAMMAフェザー級王座（2022年）

### 総合格闘技
- 第7代RIZINフェザー級王座（2025年）